# COMEC (azienda)
CSSC Offshore & Marine Engineering (Group) Company Limited (COMEC), precedentemente Guangzhou Shipyard International Company Limited (GSI), è un'azienda cinese  di cantieristica navale con sede a Canton, nel sud del paese. 
Fondata nel 1954 è gestita dalla China State Shipbuilding Corporation (CSSC), è stata quotata alla borsa di Hong Kong e alla borsa di Shanghai nel 1993. È anche l'unico titolo di costruzioni navali quotato a Hong Kong. 
Si occupa della costruzione e del commercio di navi; produzione e commercializzazione di strutture in acciaio e apparecchiature meccaniche ed elettriche, servizi di trasporto di container e servizi di riparazione navale. Ha cantieri navali rispettivamente a Canton e Foshan nella provincia del Guangdong.
Beneficiata dell'undicesimo piano quinquennale del governo centrale cinese e del fiorente mercato internazionale della costruzione navale, la società ha registrato un aumento dell'utile netto di molte volte dal 2006.

## Clientela
Oltre che per la propria marina nazionale, tra i clienti principali figurano la marina nordcoreana con le classi Shanghai e Romeo e la marina egiziana con la classe Romeo.